# Inland Gulf jezici
Inland Gulf jezici (privatni kod: ingu), malena skupina od 7 transnovogvinejskih jezika iz Papue Nove Gvineje, uglavnom u provincijama Western (većina) i Gulf. Sastoji se od dvije uže skupine, ipiko i s 1 jezik: 
a. Ipiko (1) jezik: 
ipiko [ipo], 200 (1977 SIL).
b. Minanibai sa (6) jezika:
Foia Foia [ffi], 	180 (2000 popis).
Hoia Hoia [hhi], 	80 (2000 popis). Govori se u selu Ukusi-Koparamio.
Hoyahoya [hhy], 95 (2000 popis). U selu Matakaia.
Karami [xar], †
Minanibai [mcv], 300 (Wurm and Hattori 1981). U provinciji Gulf.
Mubami [tsx], 1.730 (2002 SIL).
Prema ranijoj klasifikaciji obuhvaćala je 4 jezika, to su:
a. Ipiko (1) Papua Nova Gvineja: ipiko.
b. Minanibai (3) Papua Nova Gvineja: karami, minanibai, mubami.

## Vanjske poveznice
- Ethnologue (14th)
- Ethnologue (15th)